# Fear of God
Fear of God — швейцарский нойзграйнд-квартет, сформировавшийся в начале 1987 года.

## История
Данный квартет образовался в начале 1987 года. На швейцарской хардкор-панк-сцене коллектив не испытывал особого энтузиазма со стороны аудитории. Вокалист группы, Эрик Келлер, объяснял это тем, что они были «слишком экстремальными». Аудитория покидала их концерты, группа не ладила с другими коллективами. «Мы посвятили себя нашему шуму», как позже вспоминал Келлер.
В плане музыки Fear of God начали набирать скорость с приходом барабанщика Франца Освальда в конце лета 1987 года. Участникам группы часто встречались коллективы, которые играли очень быстро и это оказало на коллектив сильное влияние.
Fear of God был политическим коллективом. Участники группы были сторонниками вегетарианства и время от времени разбивали витрины каких-нибудь мясных лавок, бойкотировали против транснациональных корпораций и компаний, которые вели бизнес с расистским правительством Южной Африки. Также участники группы были противниками коммерции.
Fear of God редко имели возможность давать концерты. За свою карьеру они выступили всего 15 раз, но коллектив подпольно продавал кассеты, дабы привлечь к себе внимание. Группа записала несколько кассет в 1987 году, а на следующий год они издали одноимённый мини-альбом. Однако коллектив распался спустя несколько месяцев.
После 15 лет молчания Fear of God воссоединились в конце 2002 года, однако в январе 2004 опять распались.
В 2018 году коллектив переиздал свой одноимённый мини-альбом на лейбле F.O.A.D. Records в честь тридцатилетия релиза.

## Музыка
С приходом нового барабанщика Франца Освальда коллектив начал набирать скорость. Их песни длились от 20 до 30 секунд; они были почти такими же быстрыми, как дебютный альбом Napalm Death. Fear of God считаются пионерами нойзграйнда. Характерными чертами музыки группы являются резкий шум, изобилие фидбэка, какофонии и «крик во всю глотку». Группа не использовала никаких эффектов во время записи альбомов. Вместо этого, наоборот, коллектив использовал оборудование далеко не самого лучшего качества. Альбом Fear of God As Statues Fell, изданный 1988 года, часто называют рубежом нойзкора.

### Реакции окружающих
Целью участников группы было «уничтожить музыку». Они хотели использовать свои инструменты самым «диким» образом. Вокалист Эрик Келлер назвал их выступление в городе Ханау, Западная Германия «звуковым безумием». Спустя несколько недель после выступления группы, ведущий хардкор-фэнзин страны провёл опрос о «самых больших катастрофах 1988 года»; «После некоторых химических и ядерных инцидентов, которые потрясли Германию, читатели назвали выступление Fear of God в Ханау самой большой катастрофой года. Я думаю, это именно то, чего мы стремились достичь» — вспоминал Келлер.
Многие встречавшиеся Келлеру люди говорили, что музыка данного коллектива звучит для них «холодно» или «бесчеловечно». Когда-то знакомые Келлера попросили его продемонстрировать записи его группы, о которой они слышали. Их реакцией было «Это действительно ты?!», что, собственно, и порадовало Эрика.

## Состав
1987 — апрель 1988:
- Erich Keller — вокал
- Reto Kühne — гитара
- Franz Oswald — ударные
- Dave Phillips — бас-гитара, вокал

Апрель 1988 — июль 1988:
- Erich Keller — вокал
- Hervé Geuggis — гитара
- Gilles Geuggis — гитара
- Massimo Iorillo — бас-гитара
- Franz Oswald — ударные

## Дискография

### Альбомы
- 2006 — Dave Phillips: A Collection of Curses — CD Blossoming Noise / U.S.A.
- 2004 — V/A Tribute Album: The End of Fear Of God — CD Tochnit Aleph Records / Германия
- 2003 — Dave Phillips: The Hermeneutics of Fear Of God — CD Tochnit Aleph Records / Германия
- 2003 — Fear Of God: Fear Of God(1st) — CD Eu91 / Италия
- 2001 — Fear Of God: s/t — CD A.Marsch / Japan
- 1997 — Fear Of God: I’m Positive — MC Maimed by Love / U.S.A.
- 1988 — Fear Of God: Blazing Swiss Noise — MC Private Records / Швеция
- 1988 — Fear Of God: At Speedairplay/LoRa — MC Off the Disk / Швеция

### LP
- Zeitgeist — Двойной-LP 2003 Absurd Records / Бразилия
- Grind Masters — LP
- As Statues Fell — 12"LP переизданный 1992 Farewell / Германия
- As Statues Fell — 12"LP 1988 Off the Disk / Швеция

### EP
- Pneumatic Slaughter — 7"EP переизданный 1993 Anomie / Германия
- Konserven — 7"EP 1992 Wo Sheds / Switzerland
- Pneumatic Slaughter/Live — 7" EP 1990 Atrocious / США
- Fear Of God — 7"EP переизданный 1990 Far Out / Швеция
- Fear Of God — 7"EP 1988 Temple of Love Records / Германия

### Сборники
- Nobody Listens Anymore — сборник 7"EP с Youth Crew, Psycho Sin, Filthy Christians, etc. 1990 P.P.R. / Violent Noise / Мексика
- Trapped in a Tooth Gear — сборник с LP 1993 Two Sheds Records / Швеция

### Бутлеги
- Fear Of God — 7"EP, включает 1 Bonus Track («Break the chains» by Infest) 1985
- Fear Of God — Controlled By Fear — LP (Live and practice recordings)
- Fear Of God/Infest — сплит 7"EP
- Fear Of God/Death Noise — split 12"EP
- Fear Of Godstomper — 7"EP сплит с Godstomper